# 井川ゆり子
井川 ゆり子（いがわ ゆりこ）は、日本の絵本作家、イラストレーター。

## 略歴
武蔵野美術大学短期大学部デザイン科グラフィックデザイン専攻卒業
同大学同学部専攻科デザイン専攻グラフィックデザインコース卒業

## 受賞歴
- 1フィートアート国際交流展（1993年）・入選
- 第5・6回・ARTBOX大賞展・入選
- 第80回二科展・デザイン部・入選
- 白泉社・月刊「MOE」ILLUSTWINDOW（第19・22・23・47・49回）・入選
- 月刊「MOE」・第3回年間イラストグランプリ・佳作入賞
- 2003年度ボローニャ国際絵本原画展・フィクション部門・入選

## 主な作品

### 絵本
- ポチポチのとしょかん（文溪堂刊）
- エゴちゃんのいちにち（文溪堂刊）
- ポチポチのレストラン（文溪堂刊）
- ピッチとあおいふく（PHP研究所刊）
- ポチポチのきかんしゃ（文溪堂刊）
- ペロペロくんのたからさがし（文溪堂刊）
- リノちゃんくすりのほしへいく(慶応義塾大学薬学部KP会　文・まつたにみき)

### 児童書
- ひげねずみくんへ（福音館書店刊　文・アン・ホワイトヘッド・ナグダ）
- いたずらニャーオ（福音館書店刊　文・アン・ホワイトヘッド・ナグダ）
- 空にうかんだ大きなケーキ（汐文社刊　文・ジャンニ・ロダーニ）
- アサギマダラの手紙 (国土社刊　文・横田明子)

### おはなし
- 空とぶタコオくん（「月刊おおきなポケット」福音館書店刊）
- パンダちゃんのケーキ（「月刊マミイ」小学館刊）

### マンガ
- ハッピーフレンズ・くまくま（小学館・「小学四年生」（株)サンキャラット・プロデュース）
- GOGO ウインナータコ（同上）
- 花うさぎちゃんのクリスマス（同上）